# MZT2B
MZT2B (англ. Mitotic spindle organizing protein 2B) – білок, який кодується однойменним геном, розташованим у людей на 2-й хромосомі. Довжина поліпептидного ланцюга білка становить 158 амінокислот, а молекулярна маса — 16 226.
| 10         |  | 20         |  | 30         |  | 40         |  | 50         |
| ---------- |  | ---------- |  | ---------- |  | ---------- |  | ---------- |
| MAAQGVGPGP |  | GSAAPPGLEA |  | ARQKLALRRK |  | KVLSTEEMEL |  | YELAQAAGGA |
| IDPDVFKILV |  | DLLKLNVAPL |  | AVFQMLKSMC |  | AGQRLASEPQ |  | DPAAVSLPTS |
| SVPETRGRNK |  | GSAALGGALA |  | LAERSSREGS |  | SQRMPRQPSA |  | TRLPKGGGPG |
| KSPTRGST   |  |            |  |            |  |            |  |            |

A: Аланін

C: Цистеїн

D: Аспарагінова кислота

E: Глутамінова кислота

F: Фенілаланін

G: Гліцин

I: Ізолейцин

K: Лізин

L: Лейцин

M: Метіонін

N: Аспарагін

P: Пролін

Q: Глутамін

R: Аргінін

S: Серин

T: Треонін

V: Валін

Кодований геном білок за функцією належить до фосфопротеїнів. 
Локалізований у цитоплазмі, цитоскелеті.